# شبكة هيلغا (رواية)
رواية شبكة هيلغا (بالإنجليزية: Helga's Web)‏ هي رواية للكاتب الأسترالي جون كليري. نشرت عام 1970. وهي رواياته الثانية التي يظهر فيها المحقق سكوبي مالون وهي شخصية خيالية من ابتكار جون كليري.